# Иоанн (Тимофеев)
Митрополит Иоанн (в миру Иван Иванович Тимофеев; род. 20 января 1958, Казань) — епископ Русской православной церкви, митрополит Йошкар-Олинский и Марийский, глава Марийской митрополии.

## Биография
Родился 20 января 1958 года в Казани в многодетной православной семье.
После окончания средней школы принят послушником в Псково-Печерский монастырь.
В 1978 году поступил в Московскую духовную семинарию, в 1981 году — в Московскую духовную академию, которую окончил в 1985 году со степенью кандидата богословия, защитив диссертацию на тему «Нравственно-аскетические воззрения прп. Нила Синайского», и направлен в Казанскую епархию.
4 ноября 1987 года епископом Казанским и Марийским Пантелеимоном (Митрюковским) рукоположен в сан диакона.
23 апреля 1989 года епископом Казанским и Марийским Анастасием (Меткиным) пострижен в монашество.
15 февраля 1990 года рукоположён во иеромонаха, назначен секретарем Казанского епархиального управления.
К празднику Святой Пасхи 1991 года Патриархом Алексием награждён саном игумена.
11 июня 1993 года решением Священного Синода игумену Иоанну (Тимофееву) определено быть епископом Йошкар-Олинским и Марийским по возведении в сан архимандрита.
28 июня 1993 года в Успенском соборе Московского Кремля Патриархом Алексием II возведён в сан архимандрита.
24 июля 1993 года в храме Рождества Пресвятой Богородицы села Семёновка чин наречения архимандрита Иоанна во епископа Йошкар-Олинского и Марийского совершили Патриарх Алексий II, архиепископы Чебоксарский и Чувашский Варнава (Кедров), Ижевский и Удмуртский Николай (Шкрумко), епископы Казанский и Татарстанский Анастасий (Меткин) и Истринский Арсений (Епифанов). 25 июля 1993 года в храме в честь Рождества Пресвятой Богородицы в селе Семёновка Республики Марий Эл теми же архиереями хиротонисан во епископа Йошкар-Олинского и Марийского.
По собственному признанию: «Когда я прибыл сюда, в Йошкар-Оле был только один молитвенный дом — ныне Воскресенский храм, поэтому служение начал в храме села Семёновка. Я и рукоположен был, как все знают, в этом сельском храме. Патриарх Алексий всегда меня называл сельским епископом и часто говорил окружающим, что впервые тогда он совершил хиротонию во епископа в селе!»
29 февраля 2004 года патриархом Московским и всея Руси Алексием II был возведён в сан архиепископа
C 5 января по 22 марта 2011 года, после кончины митрополита Хрисанфа (Чепиля), временно управлял Вятской епархией. Поддержал предложение диакона Михаила Казаковцева, личного секретаря покойного митрополита, о переименовании улицы, носящей имя большевика, в честь митрополита Хрисанфа.
6 октября 2017 года назначен главой Марийской митрополии.
4 ноября 2017 года в Успенском соборе Московского Кремля Патриархом Кириллом возведён в сан митрополита.
1 июня 2020 года указом Святейшего Патриарха Кирилла поручено временное управление Чебоксарской епархией с связи с кончиной митрополита Чебоксарского и Чувашского Варнавы (Кедрова) и благословлено возглавить чин погребения почившего архипастыря.

## Награды
- Орден преподобного Сергия Радонежского II степени (2003)
- Орден «За заслуги перед Марий Эл» II степени (17 января 2008)
- Орден преподобного Серафима Саровского II степени (25 февраля 2008)[6]
- Орден святителя Иннокентия Московского II степени (20 января 2013)[7]
- Орден Святого благоверного князя Даниила Московского II степени (20 января 2018) — во внимание к усердному служению и в связи с 60-летием со дня рождения[8]
- Орден Святителя Макария, митрополита Московского II степени (25 июля 2023) — во внимание к архипастырским трудам и в связи с 30-летием архиерейской хиротонии[9]